# Холодівська волость
Холодівська волость — історична адміністративно-територіальна одиниця Брацлавського повіту Подільської губернії з центром у селі Холодівка.
Станом на 1886 рік складалася з 10 поселень, 6 сільських громад. Населення (без Тульчина) — 8812 осіб (4333 чоловічої статі та 4479 — жіночої), 1513 дворових господарств.
|                     | Площа, десятин | У тому числі орної, дес. |
| ------------------- | -------------- | ------------------------ |
| Сільських громад    | 12709          | 9895                     |
| Приватної власності | 1140           | 726                      |
| Надільної власності | 1529           | 67                       |
| Казенної власності  | —              | —                        |
| Іншої власності     | 591            | 423                      |
| Загалом             | 15969          | 11111                    |

Поселення волості:
- Холодівка — колишнє власницьке село при безіменній річці за 15 верст від повітового міста, 1950 осіб, 394 дворових господарств, православна церква, школа, 2 постоялих будинки, водяний млин.
- Захаряшівка — колишнє власницьке село при безіменній річці, 347 осіб, 78 дворових господарств, православна церква, школа, постоялий будинок, водяний млин.
- Іцька — колишня власницька слобода, 1158 осіб, 208 дворових господарств, православна церква, постоялий будинок.
- Кинашів — колишнє власницьке село при річці Сільниця, 1144 особи, 177 дворових господарств, православна церква, 2 постоялих будинки.
- Крижинці — колишнє власницьке село при безіменній річці, 1460 осіб, 244 дворових господарства, православна церква, школа, 2 постоялих будинки, 3 млини.
- Михайлівка — колишнє власницьке село, 1567 осіб, 231 дворове господарство, православна церква, єврейський молитовний будинок, школа, 2 постоялих будинки.
- Нестерварка — колишнє власницьке село при річці Сільниця, 919 осіб, 182 дворових господарства, православна церква, школа, постоялий будинок, водяний млин.
- Тульчин